# Destacamento de Ações Especiais

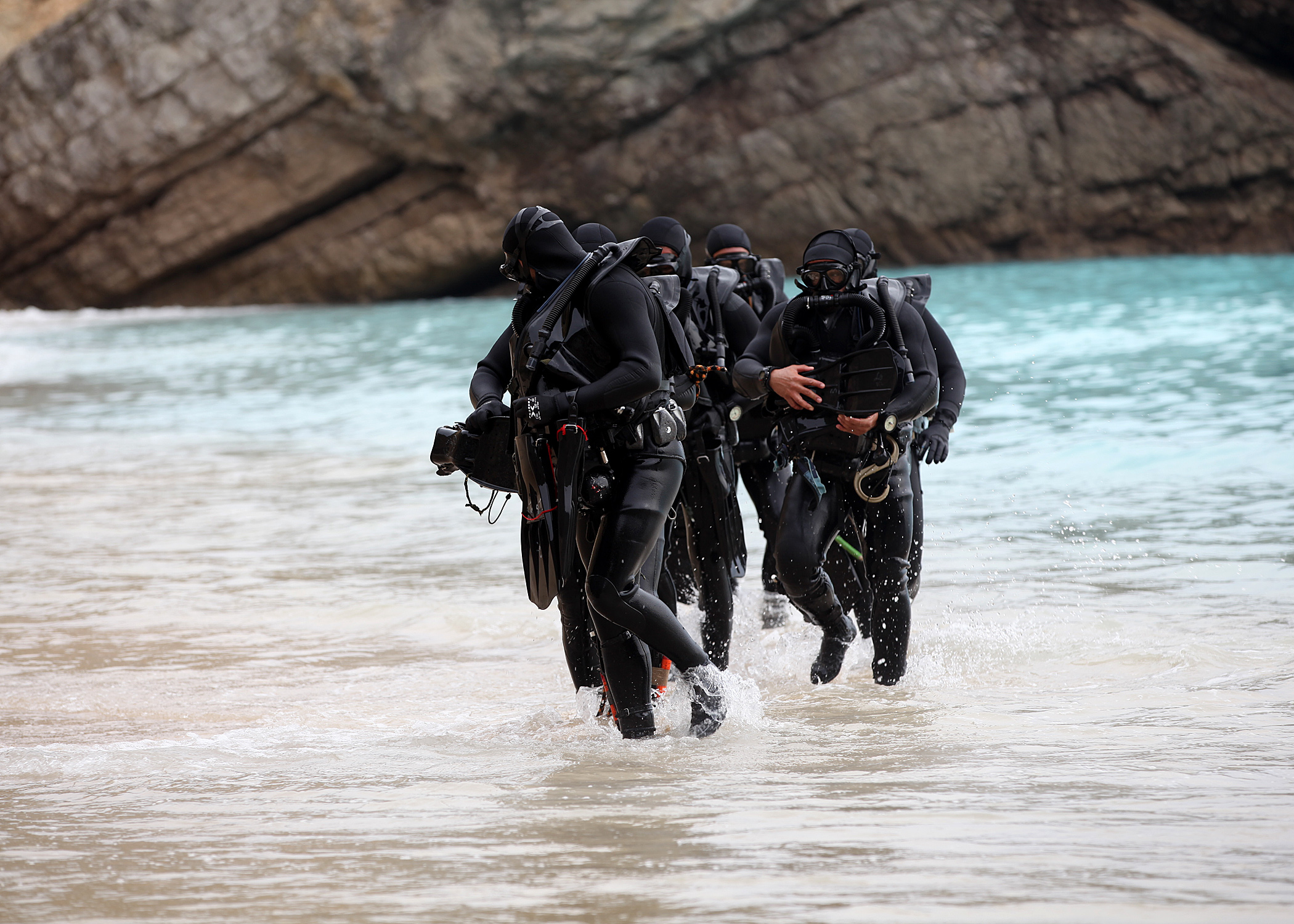
Membres du DAE lors d'un entraînement de l'OTAN sur une plage de Lisbonne le 23 octobre 2015.

Le Destacamento de Ações Especiais (« Détachement des actions spéciales », DAE) désigne les forces spéciales de la marine portugaise.
Créé en 1985, le DAE est l'une des plus petites unités des forces spéciales au sein des forces armées portugaises.
Il est responsable des opérations spéciales, de la reconnaissance des plages, de la recherche et sauvetage au combat (CSAR), du contre-terrorisme maritime, des opérations de démolition et d'autres missions de soutien aux forces armées portugaises et de l'OTAN .